# Kostel svatého Cyrila a Metoděje (Olomouc)
Kostel sv. Cyrila a Metoděje se nachází v Olomouci-Hejčíně. Jedná se o kostel neoklasicizující moderny. Jednoduchý exteriér kostela kontrastuje s bohatou výzdobou. Kostel slouží pro římskokatolickou farnost Hejčín, zahrnující také Řepčín a Neředín.

## Historie

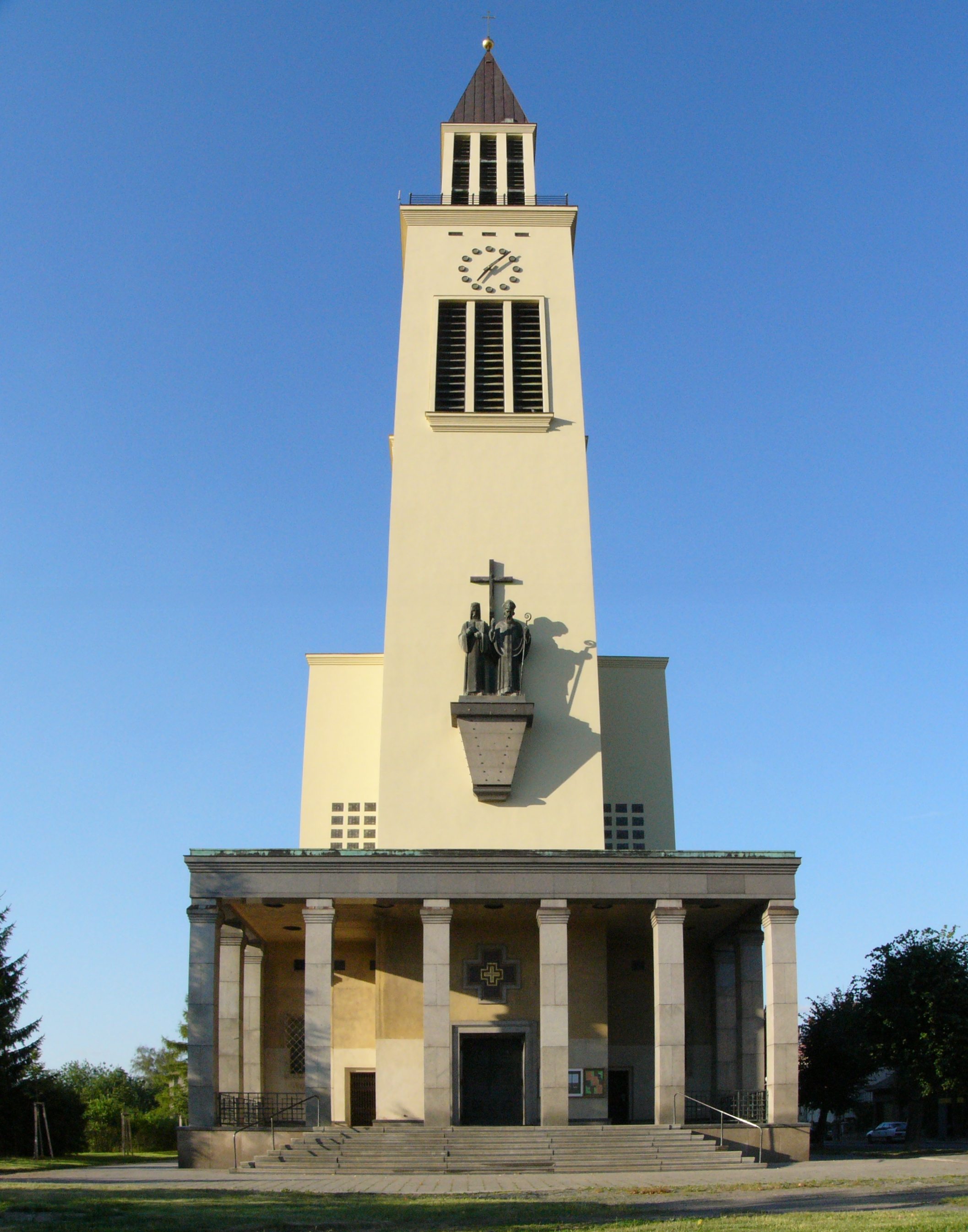
Pohled od západu

Kostelní jednota oslovila roku 1925 architekta Ladislava Skřivánka, aby vypracoval architektonicko-urbanistický návrh. Detailní plán a rozpočet však nedodal, jednota proto upustila od jeho návrhu a vypsala veřejnou soutěž na projekt stavby. Anonymní soutěž pořádanou v letech 1928–1929 vyhrál architekt a stavitel Josef Šálek z Brna, který poté zpracoval vlastní projekt. Stavba byla zahájena 16. září 1929, 28. září téhož roku arcibiskup ThDr. Leopold Prečan posvětil základní kámen a dokončena byla staviteli Jindřichem Kyliánem a Tomášem Šipkou v roce 1932, kdy 5. července byla celá stavba slavnostně posvěcena.
Julius Pelikán vytvořil sochy z kamene, kovu a ze dřeva: bronzové sousoší sv. Cyrila a Metoděje, sochy na bočních oltářích, sochy v kapli Panny Marie, reliéf na křtitelnici, reliéf na kazatelně. Kamenické práce odvedly firmy Jar. Semerák a Jan Pavlásek, varhany s třiceti rejstříky pochází od firmy bratří Riegerů z Krnova a uměleckořemeslná díla z kovů od pražské dílny Franty Anýže.
Za druhé světové války bylo zabaveno 9 zvonů, zůstal jediný, přesto až v roce 1994 byly posvěceny tři nové zvony nazvané Nejsvětejší Trojice, sv. Cyril a Metoděj a Panna Maria.

## Popis
Kostel je 72 m dlouhý a 20 m široký. Vlastní trojlodní římská bazilika má plochý strop, je 44 m dlouhá, 18 m široká a 14,5 m vysoká, boční lodě mají výšku 7 m a šířku 2,6 m. Věž je vysoká 65 m, kříž na vrcholu věže je 8 m dlouhý, bronzové sousoší sv. Cyrila a Metoděje na průčelí věže je 4,5 m vysoké. Před vchodem do předsíně je vstupní lodžie tvořená řadou sloupů.
Hlavní oltář má oltářní obraz největší ve střední Evropě o rozměrech 8,70×7,20 m. Mozaika obrazu zachycuje modlitbu Confiteor (Vyznávám se) a byla vytvořena podle návrhu akademického malíře Jana Köhlera. Na obraze jsou nahoře: Nejsvětější Trojice, Panna Marie, sv. Jan Křtitel a archanděl Michael, ve střední části: sv. Petr, sv. Pavel, napravo jsou: sv. Cyril a Metoděj, západní a východní církevní Otcové, klečící arcibiskup Leopold Prečan, dole je silueta Olomouce. Je zde i bývalý hlavní oltář s bronzovým baldachýnem a čtyři boční oltáře: v pravé lodi oltář sv. Terezičky, v levé lodi oltář sv. Anežky České. V interiéru se dále nachází celkem tři kaple: Boží hrob a Jesličky v zadní části, kaple Panny Marie na severozápadě za presbytářem.
Malovaná okna v kapli Panny Marie navrhl také Jano Köhler:

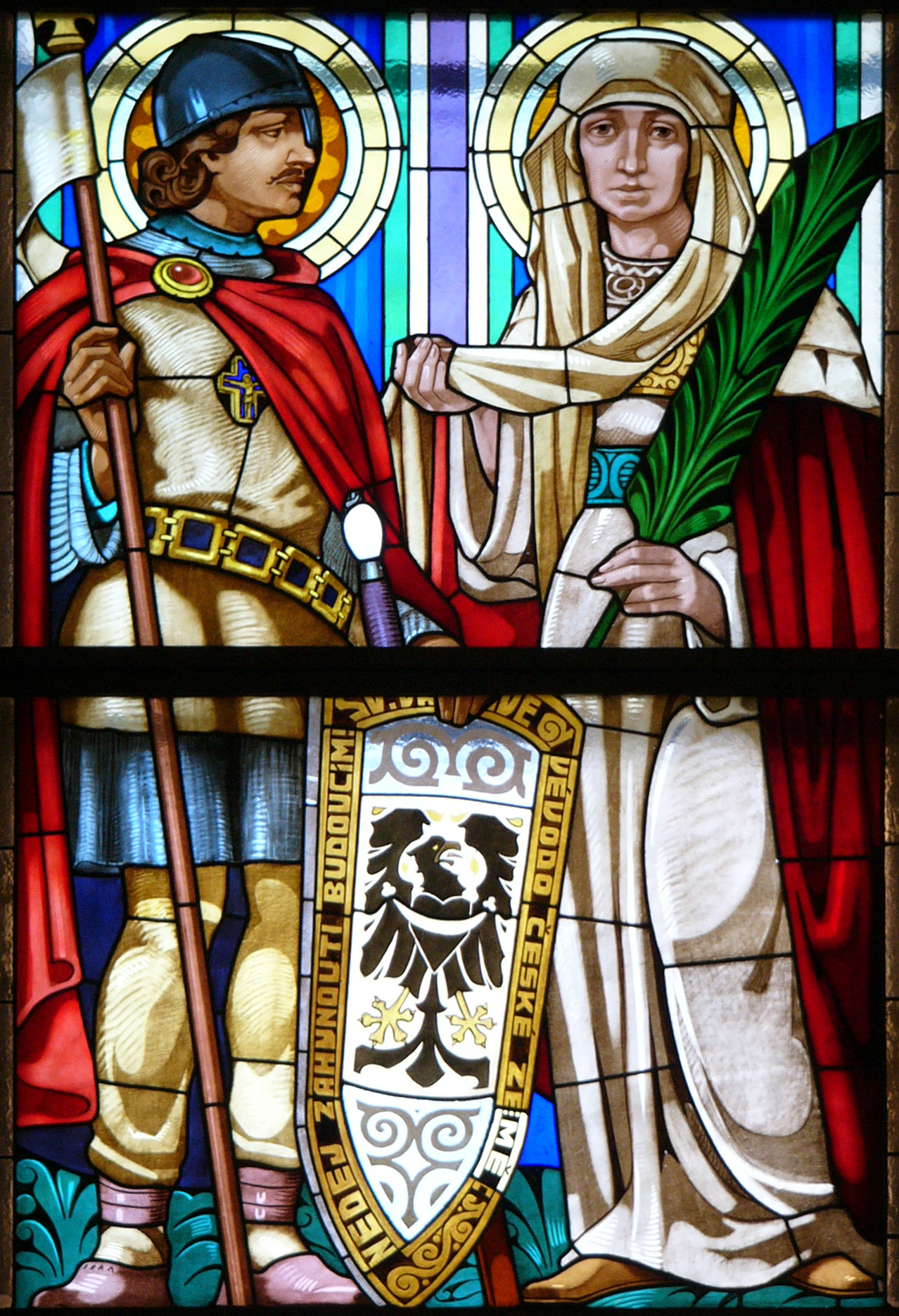
Svatý Václav a svatá Ludmila
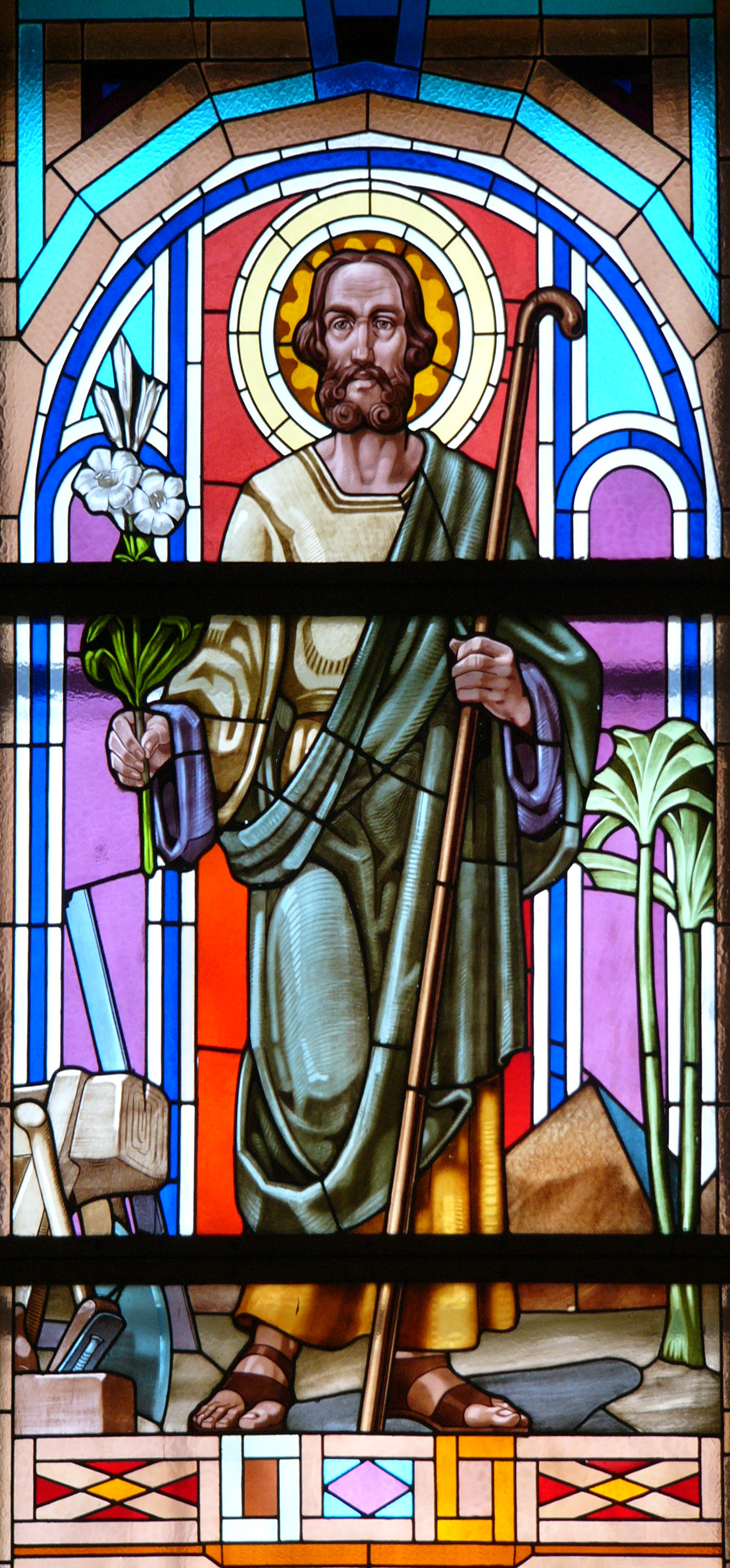
Svatý Josef
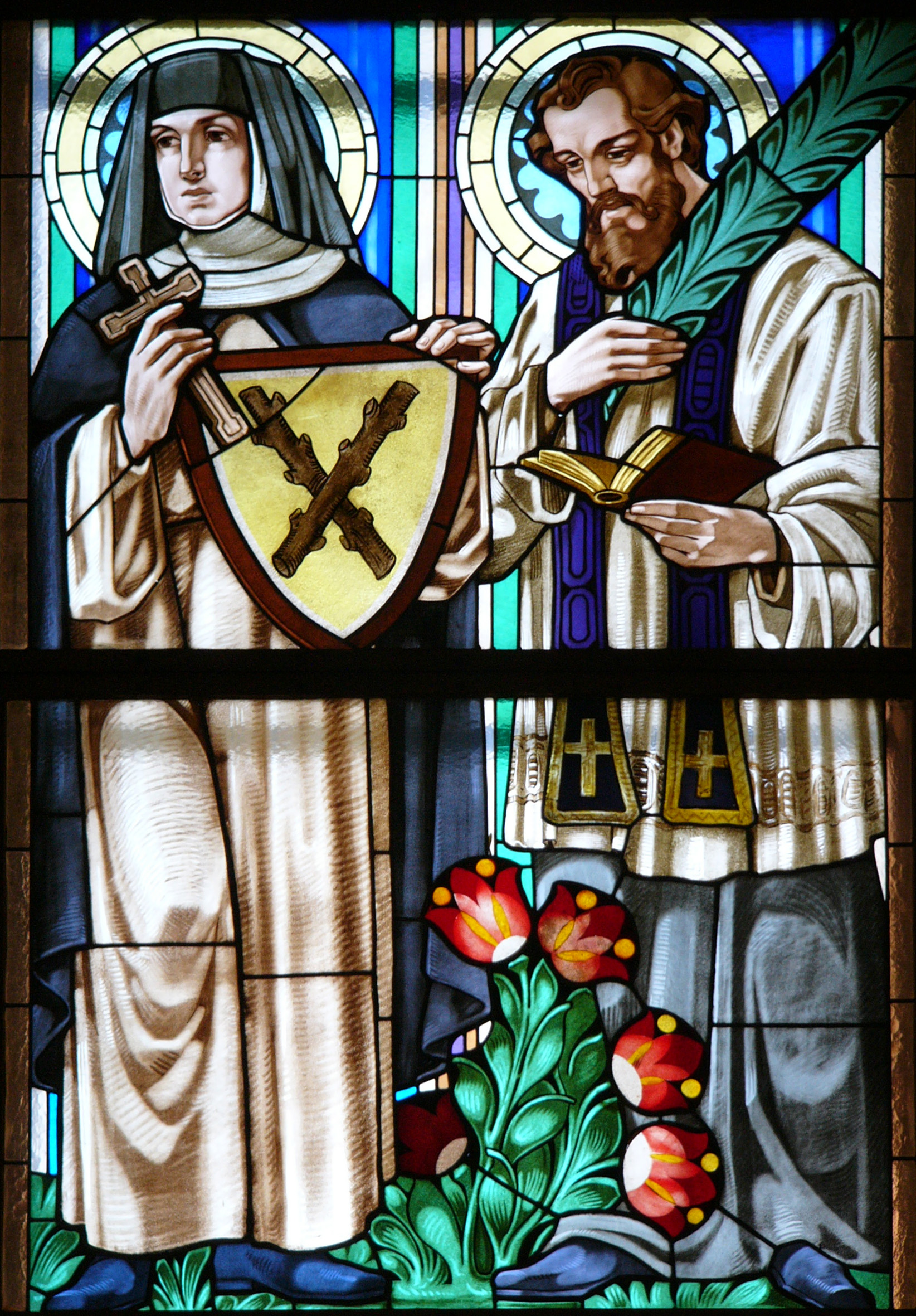
Svatá Zdislava z Lemberka a svatý Jan Sarkander

Na stavbu byl použit neobvykle vysoký počet mramorů a kamenů:
- 10 druhů mramorů: sněžníkovský, suchomastský, africký UKA, italský Calacatta Giallo, italský Carrara, červený belgický, španělský Juane Rosé, belgický Bois Jourdan, pyrenejský Rouge Antique, Repentabor
- 2 druhy onyxů: marocký, texaský
- 5 druhů žul: švédská leštěná, liberecká leštěná, železnohorská, slezská, tisská
- 2 druhy travertinů: italský, slovenský
- 2 druhy pískovců: budačinský, maletínský
- acháty

Pod chrámem v kryptě je sarkofág olomouckého arcibiskupa ThDr. Leopolda Prečana.

## Galerie

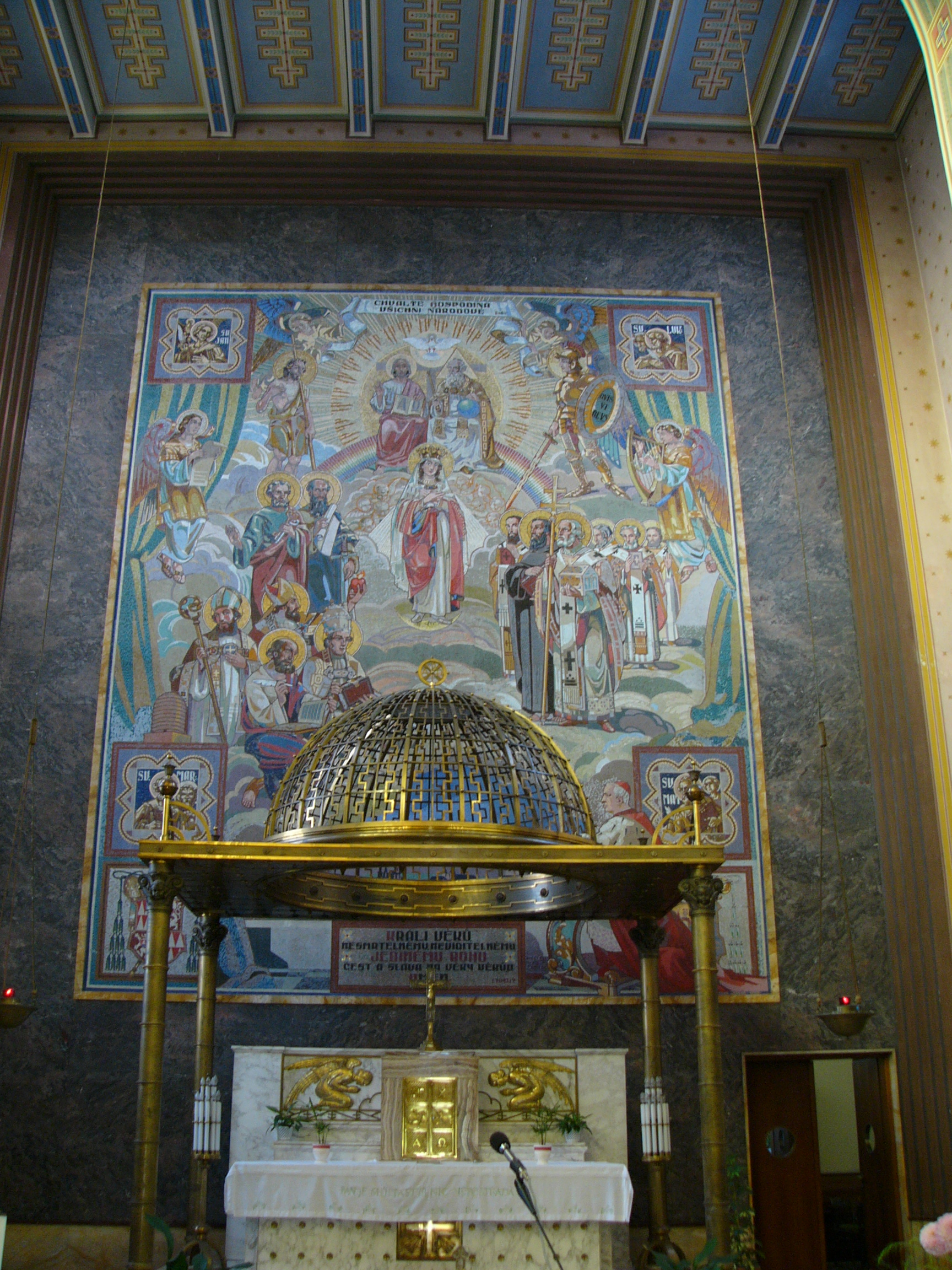
Hlavní oltář a mozaika oltářního obrazu
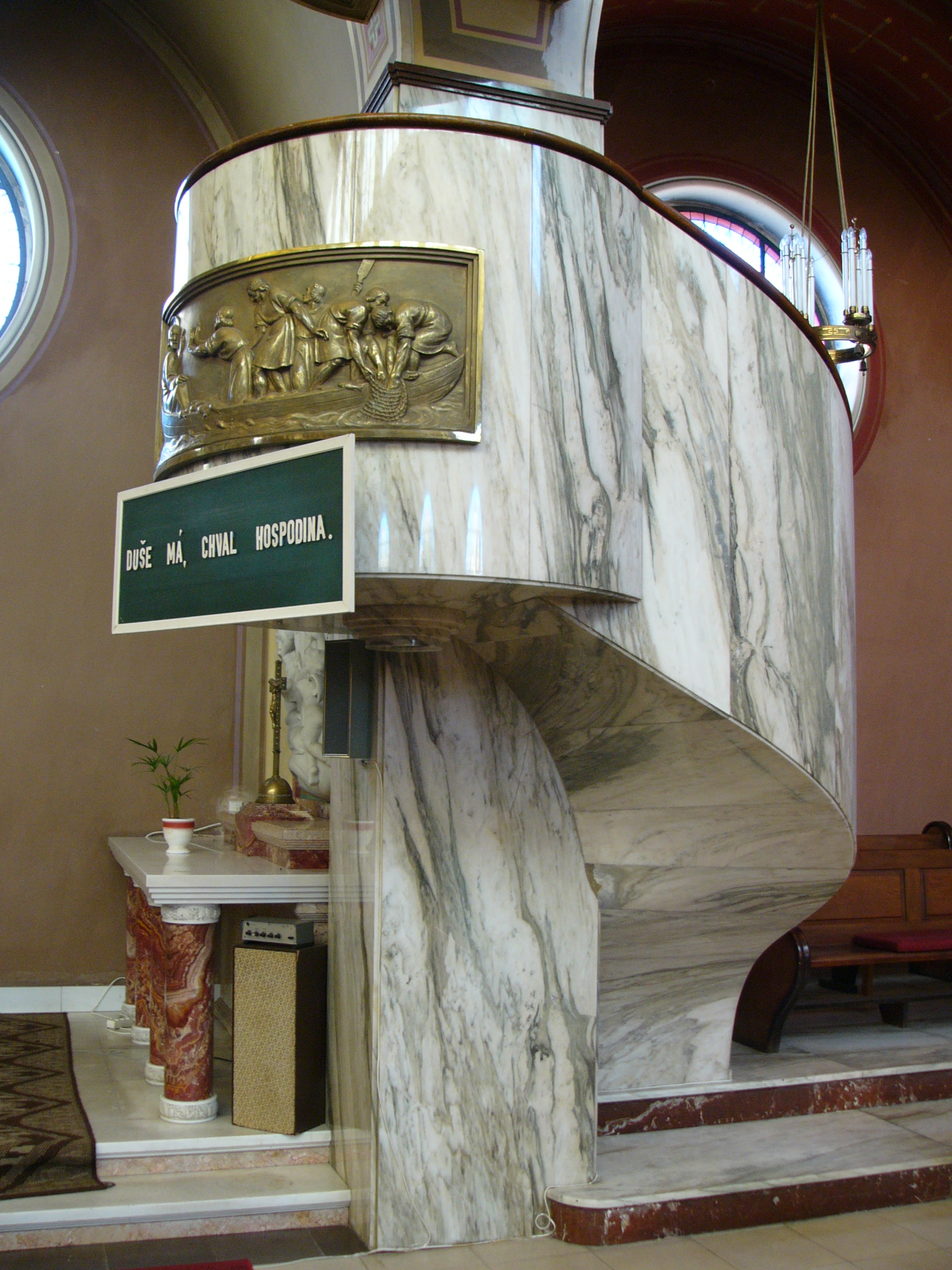
Kazatelna ze sněžníkového mramoru
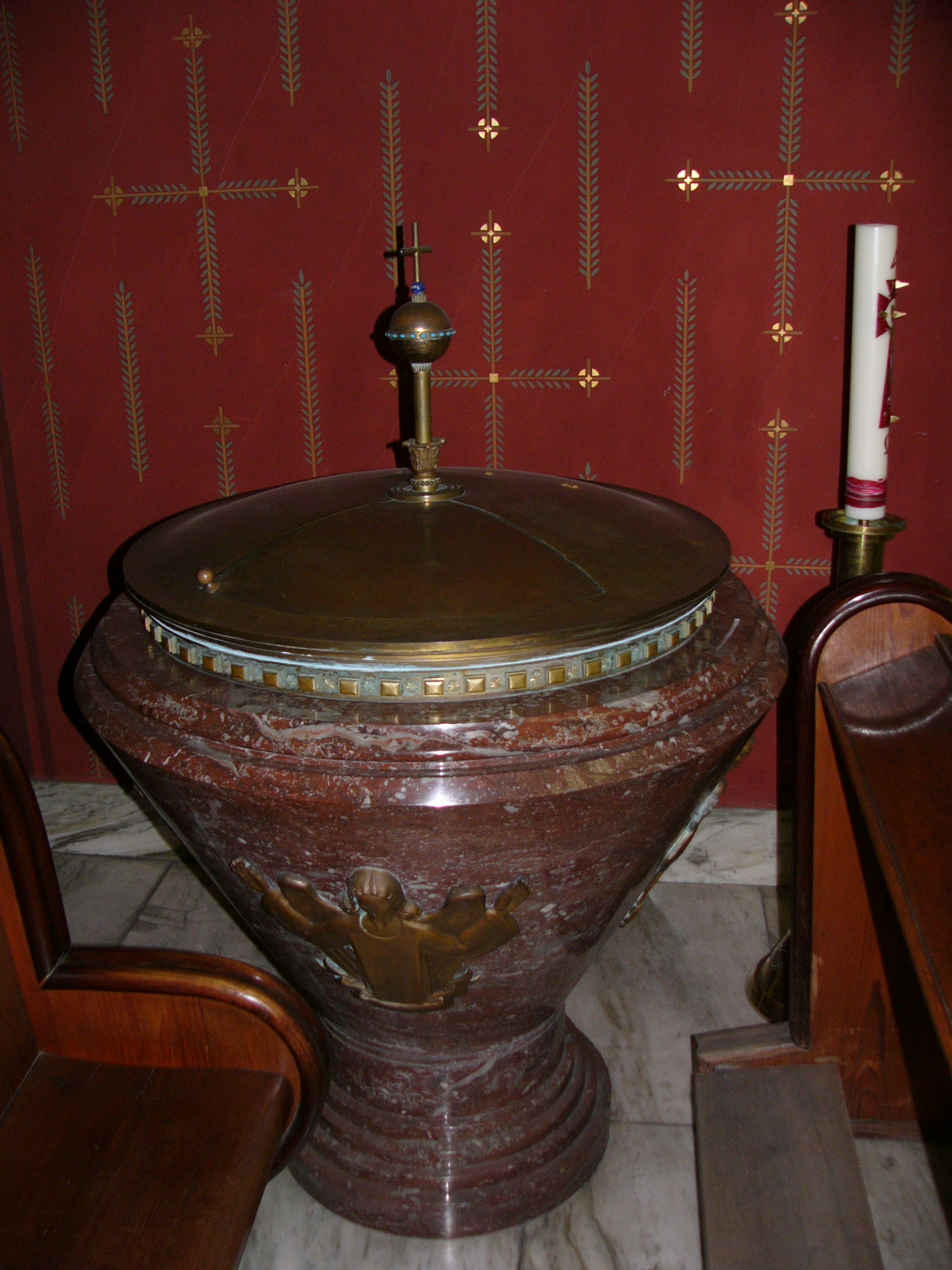
Křitelnici z jednoho kusu červeného belgického mramoru a reliéfní práce z mosazi vytvořil Julius Pelikán v roce 1932
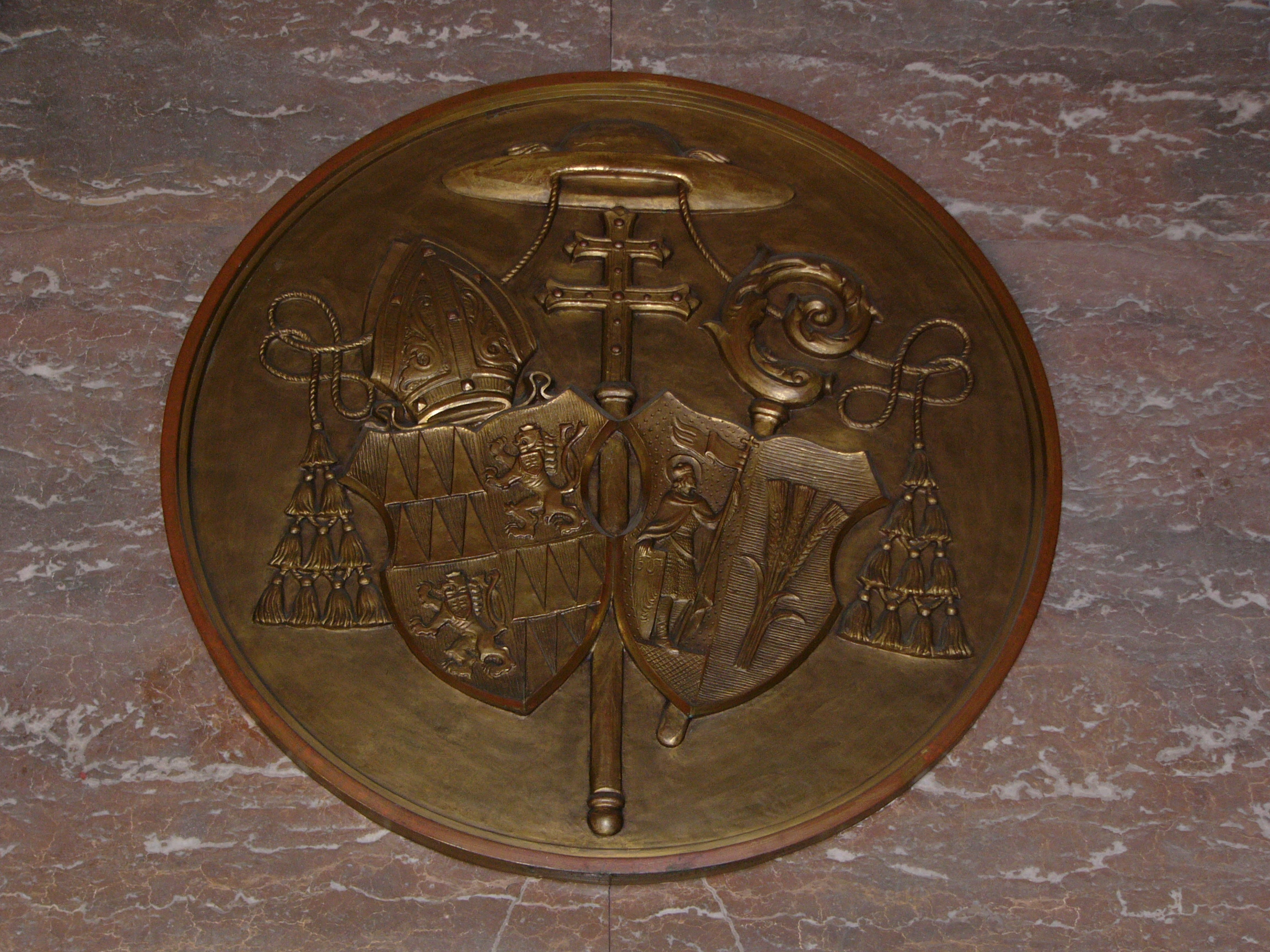
Znak arcibiskupa Leopolda Prečana ve vstupní hale ze suchomastského mramoru
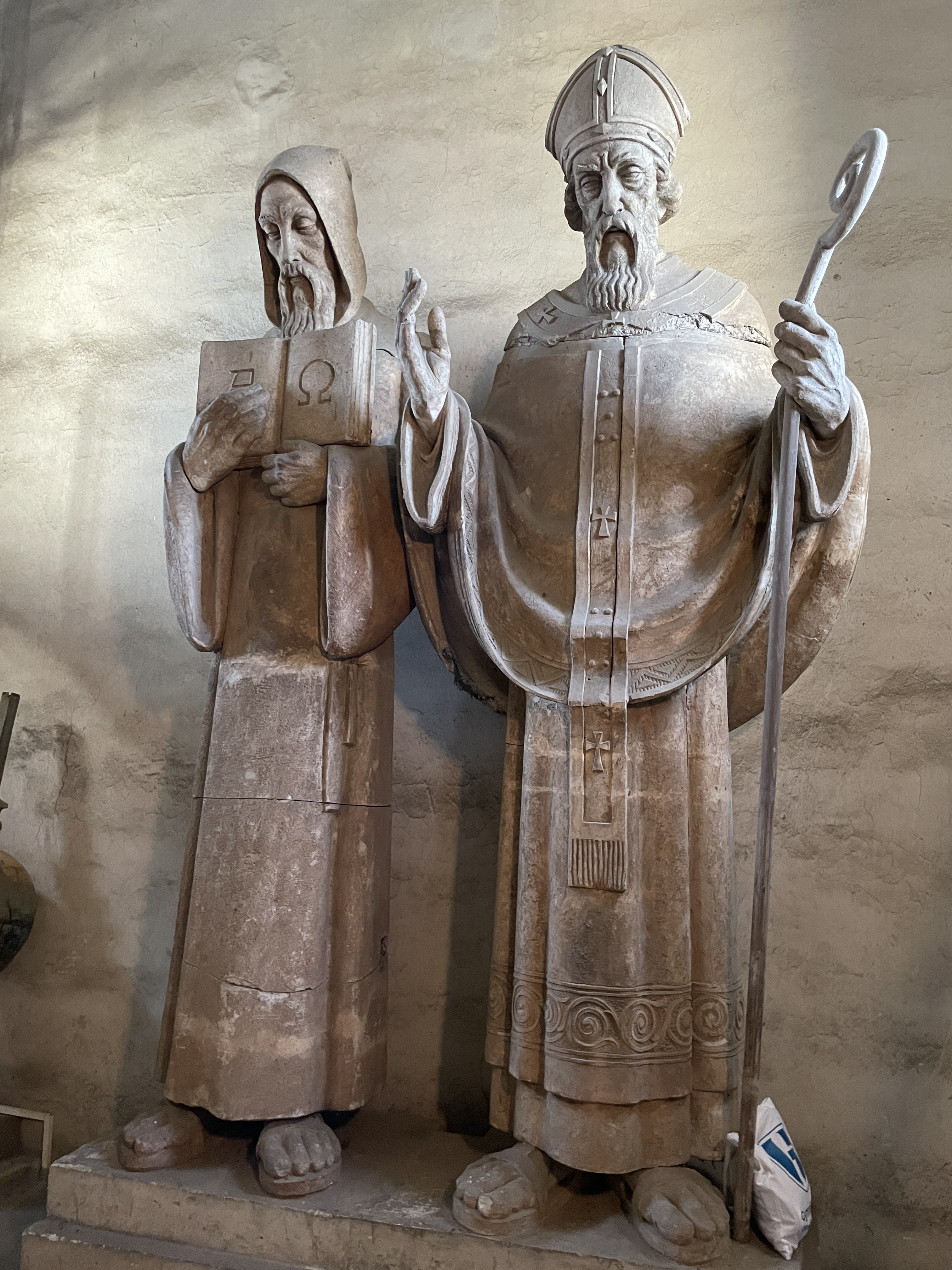
Kamenná kopie sochy Cyrila a Metoděje
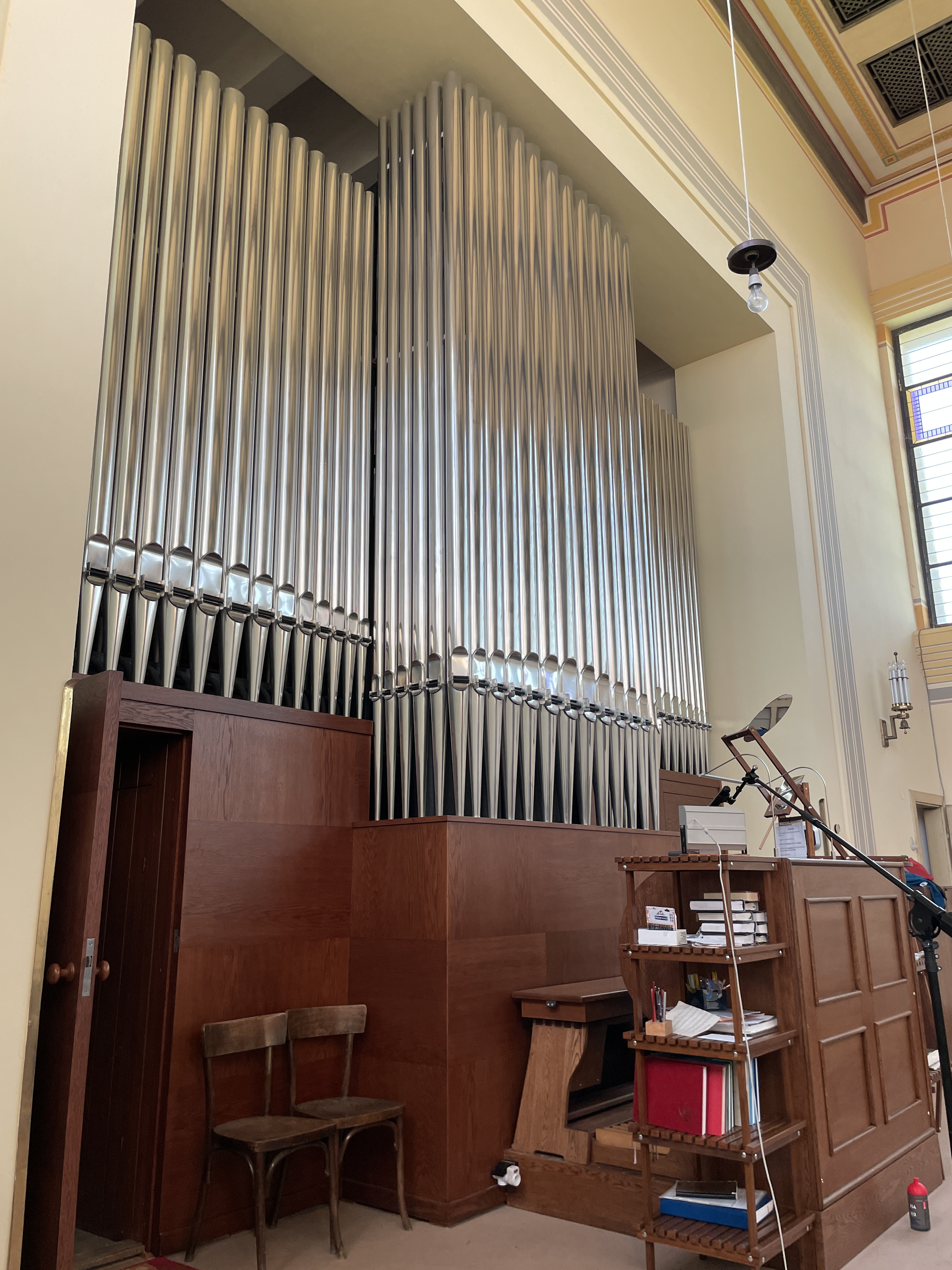
Varhany kostela
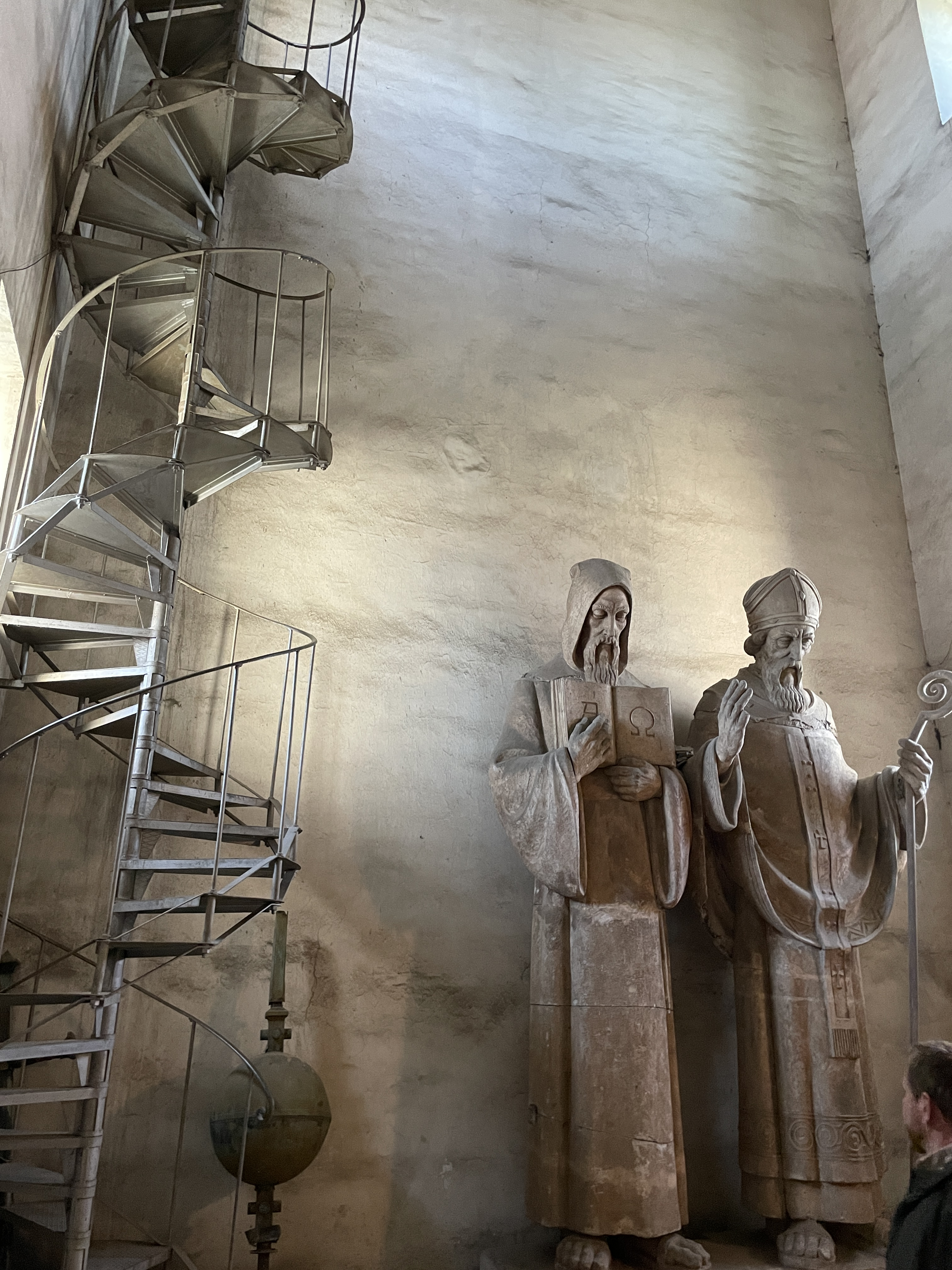
Schody na věž a socha Cyrila a Metoděje
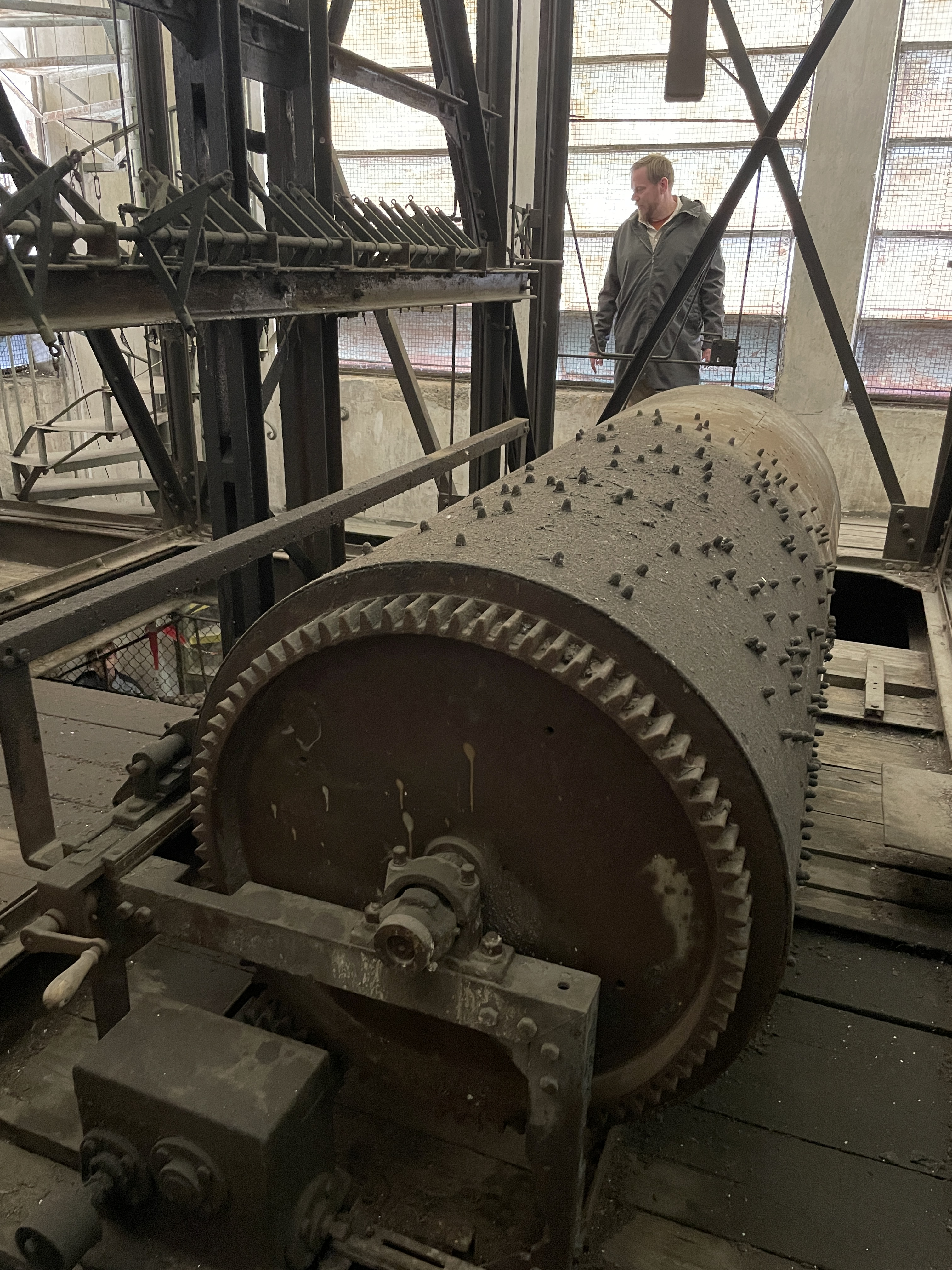
Zvonkohra ve věži kostela
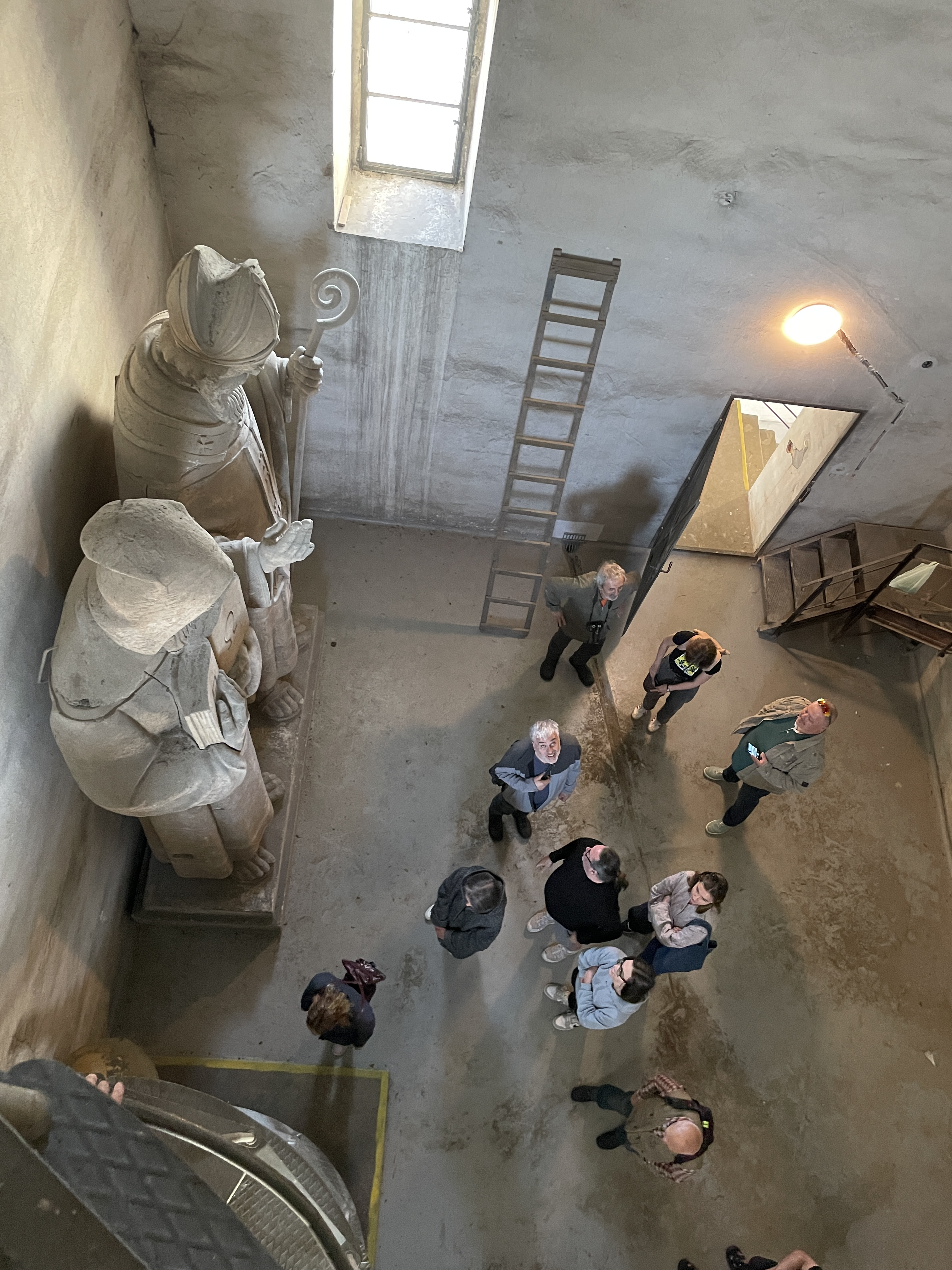
Pohled z točitých schodů
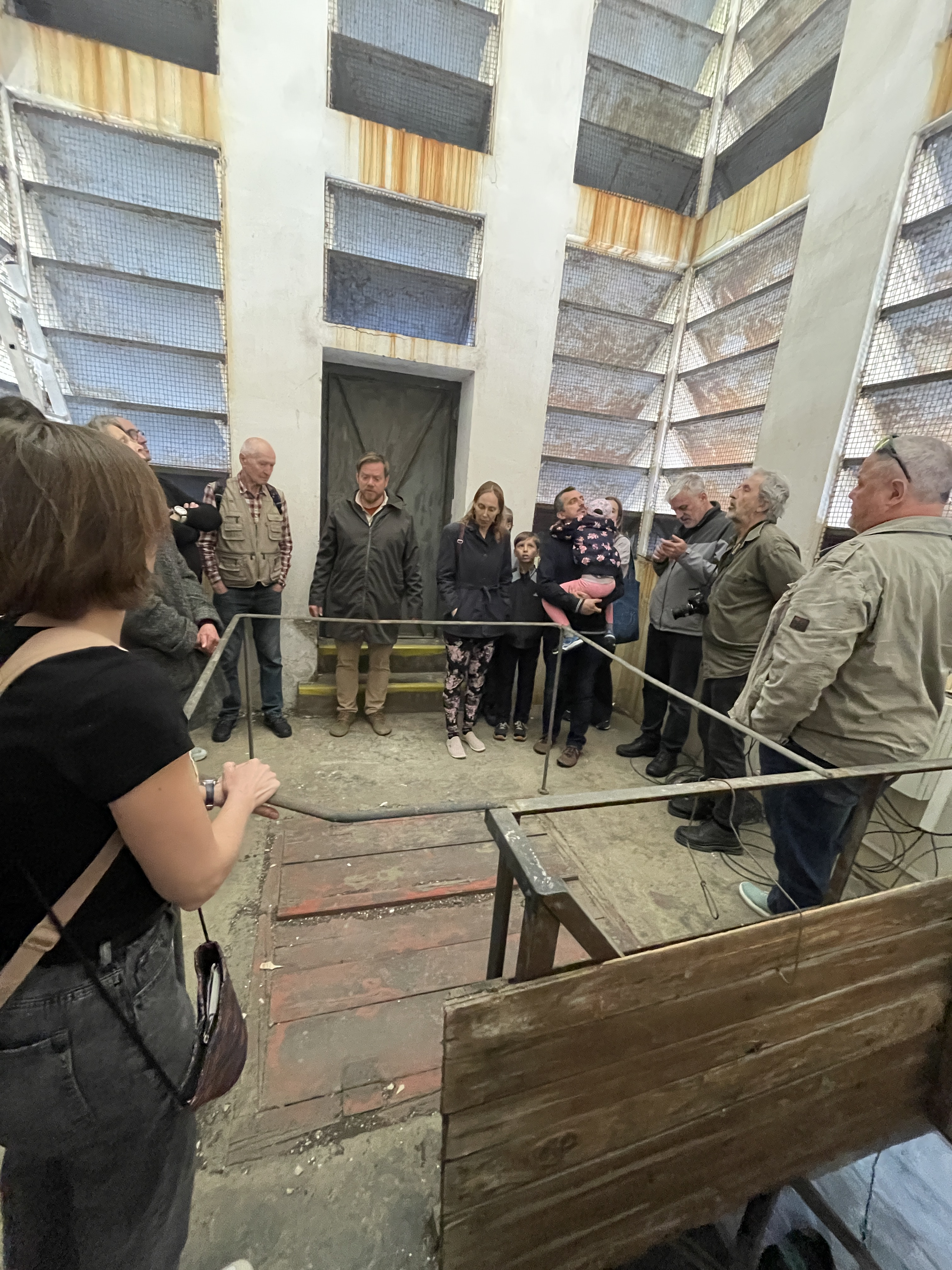
Prohlídka kostela v rámci sousedské slavnosti 27. 4. 2025
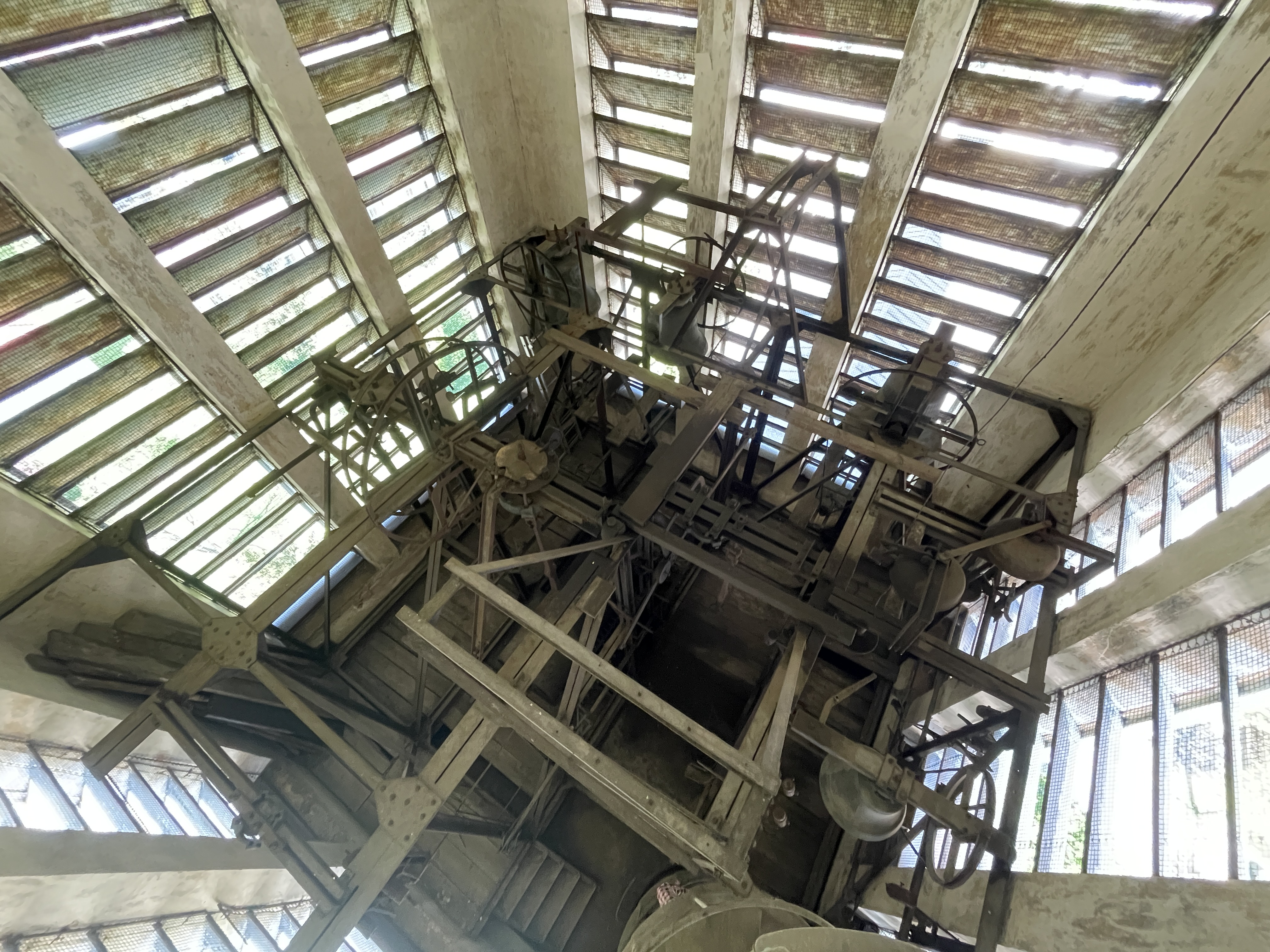
Zvony ve věži kostela